# Skálholtsvegur
Der Skálholtsvegur ist eine Hauptstraße im Süden von Island. 
Die Straße 31 verläuft zwischen dem Skeiðavegur , überbrückt die Hvítá bei Laugarás und führt zur Biskupstungnabraut . Anders als es der Name vermuten lässt, liegt Skálholt nicht an der Straße, sondern ist über eine lokale Einfallstraße zu erreichen. Der Skálholtsvegur hat eine Länge von 15 km und ist auf ganzer Länge asphaltiert. Die Iðubrú über die Hvítá wurde 1957 als einspurige Hängebrücke errichtet. Sie ist 107 m lang, ersetzte eine Fähre und ist nach dem Hof Iða benannt, der südlich liegt.